# Amplituda temperature
Amplituda temperature je razlika između najviše i najniže zabilježene temperature u određenom razdoblju.
Postoje dnevna, mjesečna i godišnja amplituda temperature. Također razlika između najviše i najniže vrijednosti u razmatranju mjesečnog ili godišnjeg hoda srednjih dnevnih ili srednjih mjesečnih temperatura. Primjerice, u godišnjem hodu temperature prikazanome na klimatskom dijagramu amplituda temperature jest razlika između najtoplijeg i najhladnijeg mjeseca.